# Deutsches Haus (Olympia)
Das Deutsche Haus ist bei Olympischen Spielen der zentrale Treffpunkt für die Deutsche Olympiamannschaft, ihrer Partner und der Gäste aus Sport, Wirtschaft und Medien. Es finden Pressekonferenzen des Deutschen Olympischen Sportbundes, Live-TV-Übertragungen der Wettkämpfe und diverse Veranstaltungen statt.
Die Einrichtung wurde erstmals 1988 bei den Olympischen Winterspielen in Calgary vom Nationalen Olympischen Komitee und dem damaligen Deutschen Sportbund (seit 2006: Deutscher Olympischer Sportbund) installiert.
Seit den Olympischen Spielen 1992 in Barcelona zeichnet die Deutsche Sport Marketing GmbH, exklusive Vermarktungsagentur des Deutschen Olympischen Sportbundes, verantwortlich für Organisation und Umsetzung des Deutschen Hauses. 2010 in Vancouver wurde erstmals ein paralympisches Gegenstück etabliert.
Seit den Olympischen Sommerspielen 2000 organisiert die Messe Düsseldorf die Deutschen Häuser im Auftrag der Deutschen Sport Marketing GmbH:
- In Athen bei den Olympischen Spielen 2004 war das Deutsche Haus in der Deutschen Schule, in der auch zeitgleich das olympische Sommerlager stattfand.[5]

- Während der Olympischen Winterspiele 2006 in Turin war das Deutsche Haus in Sestriere, wo auch die alpinen Skiwettbewerbe ausgetragen wurden.[6]

- In Peking bei den Olympischen Spielen 2008 wurde das Deutsche Haus im Hotel Kempinski installiert.[7]

- Während der Olympischen Spiele 2012 war das Deutsche Haus in dem Museum of London Docklands eingerichtet, einer Außenstelle des Museum of London.[8]

- In Sotschi, zu den Olympischen Winterspielen 2014 war das Deutsche Haus inmitten der kaukasischen Berge zu finden.[9]

- Bei den Olympischen Spielen Rio 2016 befand sich das Deutsche Haus in unmittelbarer Strandnähe im Beachclub „Barra Blue Beach Point“, am Rand des Stadtteils Barra im Süden von Rio de Janeiro.[10]